# Satyrus occidentalis
Satyrus occidentalis är en fjärilsart som beskrevs av Andrej Nikolajewitsch Avinoff och Sweadner 1951. Satyrus occidentalis ingår i släktet Satyrus och familjen praktfjärilar. Inga underarter finns listade.